# Bergsskolan i Falun

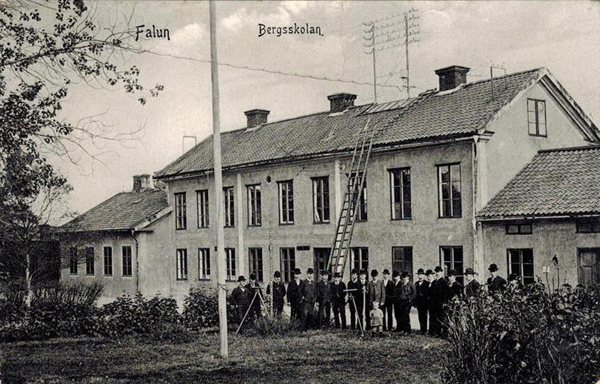
Foto från början av 1900-talet

Bergsskolan i Falun var en teknisk högskola med stiftelseurkund från 31 december 1819 som fanns i Falun under den tidigare delen av 1800-talet, och som bedrev ingenjörsutbildning med inriktning på bergsvetenskap åren 1822-1868. Utbildningen bedrevs från 1869 vidare som en del av Kungliga Tekniska högskolan i Stockholm. Bergsskolan i Falun var ända sedan sitt grundläggande en ingenjörsutbildning i Sverige, och de som hade studerat där betecknades bergsingenjörer.

## Tillkomst
Under andra halvan av 1700-talet anlades de första bergsskolorna i Europa för att bedriva praktiskt och teoretisk utbildning inom bergshantering. Bergakademien i Freiberg i Sachsen grundades 1765 och kom att bli centralpunkten för Tysklands bergsvetenskap, varifrån den främsta inspirationen till de svenska bergsskolorna hämtades. Bergshanteringen var vid denna tid av stor ekonomisk betydelse för Sverige, och det är därför föga förvånande att man önskade bedriva branschspecifik utbildning inom landet. Omkring 1808 lär det ha diskuterats att starta en bergsskola i Falun, men verksamheten blev verklighet först 1822, då undervisningen började under Nils Gabriel Sefströms ledning. Bergsskolan bedrev därefter utbildning i Falun till slutet av 1868 för att sedan slås ihop med Teknologiska institutet i Stockholm (som 1877 bytte namn till Kungliga Tekniska högskolan). Från hösten 1869 bedrevs utbildningen i Stockholm i form av fackskolan för bergsvetenskap, men namnet "Bergsskolan" användes fortfarande under lång tid framöver. Förslag om att slå ihop Bergsskolan med Teknologiska institutet hade framförts redan 1848.
År 1971 flyttade de geotekniskt inriktade delarnas av KTH:s bergsvetenskapliga verksamhet till Luleå där den kom att utgöra en del av den blivande Högskolan i Luleå, nuvarande Luleå tekniska universitet. (De metallurgiska delarna stannade på KTH, och utbildningen kom senare att döpas om från bergsvetenskap till materialteknik.) Även om namnet Bergsskolan aldrig använts om verksamheten i Luleå så högtidlighöll man Bergsskolans 175-årsdag 1994.
Den 1798 grundade Mekaniska skolan i Stockholm, som grundats ur Christopher Polhems Laboratorium mechanicum från 1697, bedrev undervisning i teoretisk och praktisk mekanik, gick efter riksdagsbeslut upp i Teknologiska institutet, som startade sin verksamhet 1827. Att även Bergsskolan bedrev kvalificerad undervisning kan man sluta sig till av det faktum att personer med examen från exempelvis Uppsala universitet studerade en tid i Falun efter sin universitetsutbildning.

## Lägre bergsskolan i Falun
Efter Bergsskolans flytt till Stockholm och sammanslagning med Teknologiska institutet 1869 grundades en ny bergsskola i Falun 1871. Detta var en så kallad "lägre" bergsskola av samma slag som den år 1830 grundade Bergsskolan i Filipstad. En beteckning vid denna tid var elementarskola, och de kan jämföras med senare tiders tekniskt gymnasium.

## Anmärkning om årtal för grundande
Nordisk familjebok anger i båda sina tidigaste upplagor och under olika uppslagsord 1822 som årtal för grundande av Bergsskolan i Falun. Uppgifterna härrör från 1878 och framåt. Det alternativa årtalet 1819 som återfinns hos nutida studentorganisationer hos Bergsskolans efterföljare och som titel på minnesböcker utgivna under 1900-talet avser när verksamheten beslutades och inte när den faktiskt började.